# Língua caxinauá
A língua kaxinawá (endônimo: hãtxa kuĩ) é uma língua indígena pertencente a família pano, alocada como língua Pano do Sudeste ou Pano das Cabeceiras, falada pelo povo kaxinawá no norte do Brasil, no estado do Acre em 12 terras indígenas.  Esta também é localizada em regiões do sudeste peruano ao decorrer dos rios Curanja e Purus.
Com aproximadamente 7.000 falantes, o kaxinawá é a segunda língua indígena mais falada no Acre. Entretanto, a língua pode ser considerada potencialmente ameaçada devido a decrecente taxa de falantes em parcelas mais jovens da comunidade kaxinawá. Esse processo se dá pela aculturação da comunidade em relação a suas tradições culturais e patrimônio linguístico devido à pressão das línguas portuguesas, espanholas e suas respectivas culturas. 
Atualmente, apenas cerca de 50% da população de aldeias kaxinawá se comunicam pela sua língua, enquanto cerca de um vigésimo destes têm alguma proeficiência em espanhol,   40% são alfabetizados e de 20 a 30% são alfabetizados em espanhol como segunda língua.
No campo linguístico, a língua utiliza da base do alfabeto latino para desenvolver um sistema de escrita que abarque as particularidades dos sons do idioma. Além disso a língua possui uma morfologia na qual as palavras são compostas por uma sequência de sufixos com tendências à aglutinação.

## Etimologia
O termo kaxinawá é o exônimo designado à língua que prevaleceu, tendo como significado "povo do morcego". Tal nome foi difundido por povos ocidentais em caráter pejorativo, com objetivo de deixar subentendido que a população kaxinawá consumia carne humana, tecendo uma metáfora com morcegos hematófagos. Porém, ao longo da história já foram utilizados diferentes termos para se referir ao povo kaxinawá e sua língua, como por exemplo sainawa, que significa "povo gritador" comum a momentos de festas e celebrações culturais, nas quais são utilizados dois instrumentos de sopro, o ʃumu -"feito de cerâmica"- e o yai ʃina -"rabo de tatu". Outro exônimo que já foi utilizado para se referir à comunidade é pisi nawá, que significa "povo com cheiro de carniça".
O endônimo amplamente utilizado para fazer referência a língua é hani kuĩ, também escrito como hani kuin, que significa "gente verdadeira".

## Distribuição

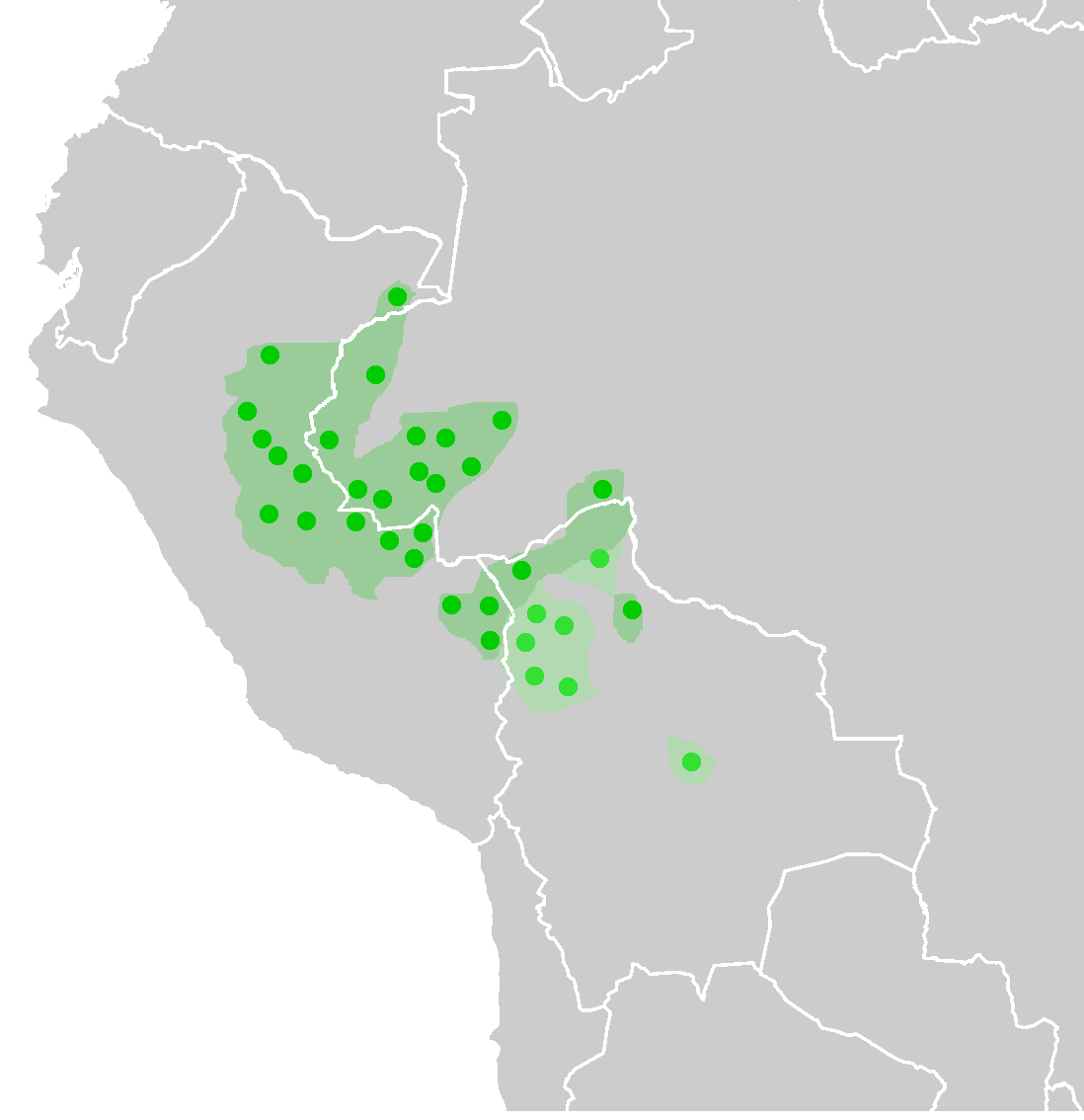
As línguas pano estão representadas pelos pontos em verde escuro

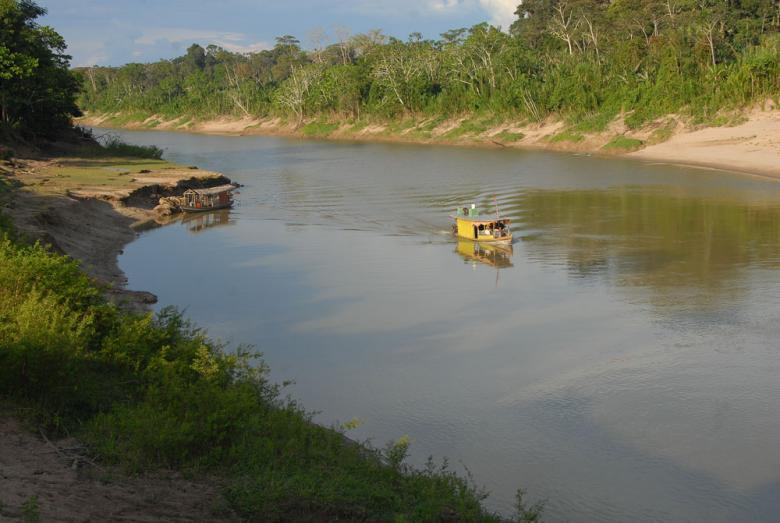
Meio de transporte usado por ribeirinhos e comunidades kaxinawá no rio Evira

A língua kaxinawá é tradicionalmente falada no norte do Brasil, mas especificamente no estado do Acre. Essa pode ser encontrada distribuída entre 12 terras indígenas e em 5 municípios, sendo esses Feijó, Tarauacá, Jordão, Marechal Thaumaturgo, Santa Rosa. Apesar do território brasileiro abrigar a maioria dos falantes, é possível encontrar estes no Peru, espalhados ao longo da floresta tropical peruana e ao decorrer dos rios Juruá, Curanja e Embira. Mesmo se concentrando em países diferentes, a fronteira do Acre com a do Peru permite próximidade geográfica entre as comunidades kaxinawá de ambas regiões, possibilitanto intercâmbios em eventos culturais e celebrações como por exemplo, casamentos.
Dialetos
Um dialeto é a forma com que a língua varia semanticamente, sintáticamente, fonológicamente e morfologicamente diante de fatores externos como por exemplo, a região onde os falantes dessa língua se encontram. No caso da língua kaxinawá existem quatro dialetos: o kaxinawá brasileiro, o kaxinawá peruano, o extinto juruá kapanawa-falado no rio juruá- e o paranawa.
Devido a falta de documentação ortográfica dos dialetos e de línguas próximas, se torna impossível formar um quadro comparativo para análise das variações.
Línguas relacionadas
A língua kaxinawá faz parte da família linguística pano, a qual se refere a línguas faladas por povos indígenas no Brasil, no Peru e na Bolívia. Nos subgrupos em relação as línguas da família pano, o kaxinawá se enquadra como uma língua pano das cabeçeiras, e a seguir é possível analisar línguas que estão próximas dele no clado apresentado.
|  | Nukini |
|  |        |
|  | Remo†  |
|  |        |

|  | Kaxinawá           |
|  |                    |
|  | Isconahua          |
|  |                    |
|  | Marinhua           |
|  |                    |
|  | Yaminahua-Yawanawa |
|  |                    |

|  | Nukini |
|  |        |
|  | Remo†  |
|  |        |

|  | Kaxinawá           |
|  |                    |
|  | Isconahua          |
|  |                    |
|  | Marinhua           |
|  |                    |
|  | Yaminahua-Yawanawa |
|  |                    |

## História

### História da língua

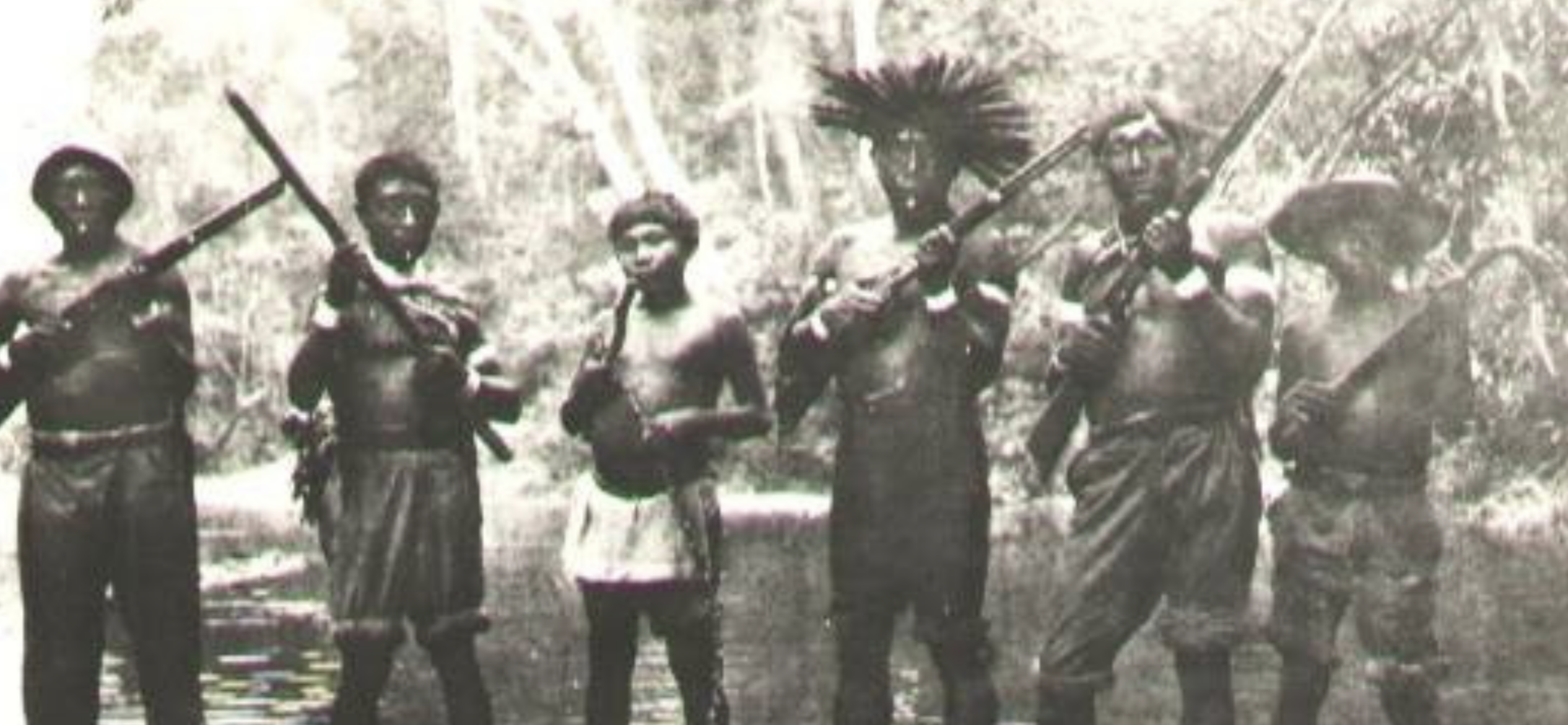
Kaxinawás no rio Jordão, no que parece ser uma área de extração de borracha

De acordo com os primeiros relatos obtidos, os kaxinawá habitaram originalmente as áreas dos rios Muru, Humaitá e Iboiçu, afluentes do Envira, antes da chegada dos seringueiros. A possibilidade que, no século XVIII, colonizadores portugueses organizaram expedições na região em busca de escravos é abordada por pesquisadores, porém não há registros detalhados dessas incursões. No final do século XIX, por volta da década de 90, foi possível documentar várias invasões de caucheiros peruanos, que durou cerca de vinte anos graças ao esgotamento da região de árvores de caucho, visto que para sua extração é necessário o corte da árvore. Não existem documentações sobre a língua nessa época, portanto não é possível saber o quão extensamente o contato inicial com o espanhol afetou a língua kaxinawá.
Após o contato inicial com os peruanos, a área habitada pelos kaxinawá passam a sofrer violências e epidemias decorrentes do contato com exploradores brasileiros, que buscavam extrair a seiva da seringueira, para o comércio da borracha. A população kaxinawá foi frequentemente usada como mão de obra para seringueiros brasileiros, sendo obrigados a não somente conviver com o português porém viver em colônias onde este era a língua franca. Graças ao contato com os exploradores, majoritariamente brasileiros, a língua sofreu influência do português, sendo fácilmente notados empréstimos lexicais desta língua para o kaxinawá. Um fenômeno sociolinguístico observado na língua é o code-swiching, concentrado principalmente na variação do kaxinawá falado na área do rio Juruá.

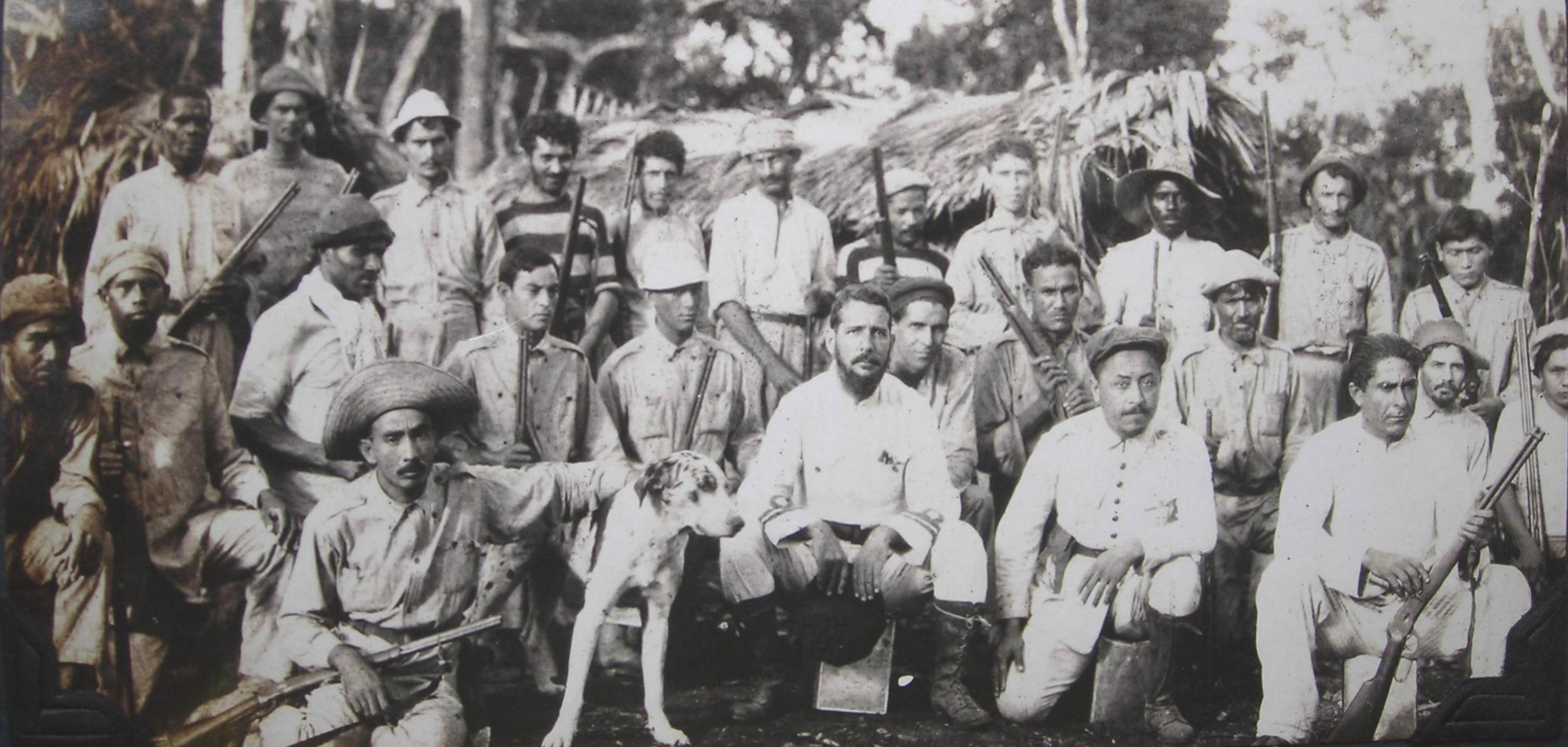
Kaxinawás que trabalhavam na extração da borracha, junto com exploradores seringueiros.

### História da documentação
Graças a tradição oral da língua, não existem registros sobre a língua anteriores à chegada dos invasores. As primeiras documentações em relação à língua datam por volta de 1910, durante a época das explorações das seringueiras. A história da primeira gramática sobre a língua kaxinawá se forma no século XX. Em 1909, Luís Sombra, seringueiro que se localizava no Acre, se mudou para o Ceará e trouxe consigo um jovem índio kaxinawá chamado Borô, que trabalhava como seringueiro para os brancos há três anos. Sombra não permaneceu muito tempo em território cearense, e logo partiu para o Rio de Janeiro, levando consigo um outro jovem kaxinawá de treze anos chamado Tuxinin. No tempo em que dividiram, Borô e Tuxinin compartilharam lembranças sobre suas aldeias e suas tradições, além das dificuldades passadas por suas comunidades ao lidar com as invasões de caucheiros e de seringueiros.
Esses dois jovens índios, ao longo de conversas extensas com o historiador João Capistrano de Abreu contaram sobre as tradições, costumes e dia a dia em suas aldeias, ao longo desses encontros Capistrano tomou notas sobre a cultura do povo e sobre a estrutura da língua. No livro "Rã-txa hu-ni-ku-i: gramática, textos e vocabulário caxinauá", que foi publicado em 1914 pelo historiador se tornou oficial a primeira gramática e documentação oficial em relação ao povo e a língua kaxinawá.

## Fonologia

### Consoantes
A língua kaxinawá possui 17 consoantes, e seus respectivos fonemas estão representados abaixo:
|             |             | Bilabial | Alveolar | Retroflexa | Palatal | Velar | Glotal |
| ----------- | ----------- | -------- | -------- | ---------- | ------- | ----- | ------ |
| Nasal       | Nasal       | /m/      | /n/      |            |         |       |        |
| Oclusiva    | vozeada     | /p/      | /t/      |            |         | /k/   | /ʔ/    |
| Oclusiva    | não vozeada | /b/      | /d/      |            |         |       | /ʔ/    |
| Aproximante | Aproximante | /w~β/    |          |            | /j/     |       |        |
| Fricativa   | Fricativa   |          | /s/      | /ʂ/        | / ʃ /   |       | /h/    |
| Africada    | Africada    |          | /t͡s/     |            | /t͡s/    |       |        |

- A consoante plosiva, também conhecida como oclusiva, d /d/ pode ser pronunciada como uma  alveolar vibrante [ɾ] quando entre duas vogais, possuindo pronúncia identica ao inglês norte-americano para "dd" em bladder.

### Vogais
No quadro vocálico abaixo é possível identificar as 11 vogais presentes na língua.
|                |       | Anterior | Central | Posterior |
| -------------- | ----- | -------- | ------- | --------- |
| Fechada (alta) | Oral  | /i/      | /ɨ/     | /u~ʊ~o/   |
| Fechada (alta) | Nasal | /ĩ/      | /ɨ̃/     | /ũ~õ/     |
| Aberta (baixa) | Oral  |          | /ɑ/     |           |
| Aberta (baixa) | Nasal |          | /ã/     |           |

- Em sílabas finais, /a, ã/ são ouvidos como [ə, ə̃].

- /ɨ, ɨ̃/ também podem ser ouvidos como vogais médias posteriores [ɤ, ɤ̃].

## Ortografia
O sistema de escrita da língua kaxinawá utiliza o alfabeto latino e possui 17 consoantes e 11 vogais, que podem variar na escrita graças a fenômenos como a nasalização, está é indicada pelo uso do "~". As palavras e orações são formadas da esquerda para a direita e devem ser lidas nessa mesma ordem. A língua possui um sistema de escrita fonográfico, no qual grafemas representam fonemas, ou seja, sons. Na tabela abaixo é possível explorar a relação grafema-fonema em kaxinawá, além de contar com uma aproximação com prioridade ao português, porém quando não é possível, a aproximação está representada em outra língua.
| Grafema | Fonema AFI | Aproximação                                |
| ------- | ---------- | ------------------------------------------ |
| a       | /ɑ/        | Star (significa estrela em inglês)         |
| ã       | /ã/        | maçã                                       |
| i       | /i/        | rinha                                      |
| ĩ       | /ĩ/        | se pronuncia como /i/ nasalizado           |
| ɨ       | /ɨ/        | good(em inglês)                            |
| ɨ̃       | /ɨ̃/        | se pronuncia como /ɨ/ nasalizado           |
| o       | /o/        | socorro                                    |
| õ       | /õ/        | opõem                                      |
| u       | /u/        | uva                                        |
| ũ       | /ũ/        | se pronuncia como /u/ nasalizado           |
| y       | /ʊ/        | put(em inglês)                             |
| m       | /m/        | mãe                                        |
| n       | /n/        | nariz                                      |
| p       | /p/        | pipoca                                     |
| t       | /t/        | teto                                       |
| k       | /k/        | camisa                                     |
| b       | /b/        | barco                                      |
| d       | /d/        | dado                                       |
| ʔ       | /ʔ/        | Representa um rápido fechamento da glote   |
| s       | /s/        | sapo                                       |
| ş       | /ʂ/        | shí (em Mandarim)                          |
| ʃ       | / ʃ /      | chá                                        |
| h       | /h/        | dormir                                     |
| ts      | /t͡s/       | pizza                                      |
| tx      | /t͡ʃ/       | tchau                                      |
| w       | /w/        | wow ("uau" em inglês)                      |
| v       | /β/        | Se pronuncia como /v/ encostando os lábios |
| y       | /j/        | boia                                       |

### Grafemas
Para a escrita, é comum o uso do hífen (-) para separar sufixos que adicionam informação a algo ou alguém da raiz da palavra original, como está ilustrado no exemplo abaixo:
- "ɨ̃ mi-a kuʃa mis ki" - "eu costumo bater em você"[20]

Outro ponto importante na escrita da língua é a presença de palavras de caráter interrogativo, utilizados para expressar uma dúvida e expressar uma intensificação na emoção do falante, respectivamente. Existem sete palavras diferentes que serão exploradas abaixo:
| Palavra | Tradução        |
| ------- | --------------- |
| tsu     | "quem?"         |
| hawa    | "o que?"        |
| haska   | "como/por que?" |
| hani    | "quando?"       |
| hara    | "onde?          |
| hati    | "quanto?"       |
| haratu  |                 |

- "mi-ã tsua mɨkã i, nɨ ri hu ri wɨ a tã"

"Quem será você? Venha para cá!"

## Gramática
O primeiro dicionário kaxinawá foi publicado em 1914. Em geral, quando feita a análise sobre a língua a  marcação de gênero vêm antes de substantivos, artigos e adjetivos são colocados após os substantivos. E para a comunicação como um geral a língua é formada majoritariamente por sufixos, e apresenta tendêncai a aglutinação. 

### Nomes
A classificação nome em kaxinawá abarca todos elementos que possuem um referente, podendo ser um substantivo abstrato - como amor, tristeza ou saudade - ou de caráter físico - como pedra, rua ou riacho -. A morfologia nominal da língua varia majoritariamente em relação a sufixos, estes que podem dar ideia de 'estado de existência dos seres', de 'intensidade' e de 'numeral', por exemplo.

#### Sufixos derivacionais
Modificam o substantivo original adicionando informação específica a este.

#### Aspecto nominal
O aspecto nominal no kaxinawá trabalha a ideia de presente, prospectivo e retrospectivo em relação ao nome que está sendo tratado na oração. Essa ideia é explicitada pela presença ou falta de um sufixo após o nome. Na tabela abaixo é possível explorar como cada sufixo se conecta com o uso específico da ideia a ser transmitida. 
| Morfema                    | Uso           |
| -------------------------- | ------------- |
| {\displaystyle \emptyset } | Presente      |
| -ini                       | Retrospectivo |
| -itiru                     | Prospectivo   |

##### Presente
A ideia do presente é marcado pela ausência da adição de um morfema na fala, indicando o estado atual do ser em questão. 
"ɨ-ã  hiwɨ-{\displaystyle \emptyset }  hawɨ̃-rua"
"minha casa é bonita"

##### Retrospectivo
A ideia do retrospectivo, que pode fazer referência tanto ao estado de acabado de um ser tanto a algo que perdeu o uso original, é indicado pelo morfema "-ini".
"ɨ-ã  hiwɨ  hawɨ̃  rua-ini"
"minha casa era bonita"

##### Prospectivo
A ideia do prospectivo é marcado em um nome quando se projeta a existência de um ser, este é indicado pelo morfema "-itiru".
"ɨ-ã  hiwɨitiru"
"minha futura casa"

#### De intensidade
São sufixos usados quando se quer atenuar ou intensificar, seja fisicamente seja psicologicamente o referente de um nome.
| Morfema | Uso        |
| ------- | ---------- |
| -piʃta  | Atenuativo |
| -wã     | Intensivo  |

##### Caso atenuativo
"huni-piʃta-ʃarabu"
"homenzinhos"
Não necessariamente o uso de "-piʃta" indica que os homens são pequenos, mas pode também representar uma forma afetiva de se referir a certos homens.
"ɨ-ã  hiwɨ-itiru-piʃta-ʃarabu"
"minhas futuras casinhas"

##### Caso intensivo
Usado comumente para representar o aumentativo de um nome.
| Termo em kaxinawá | Tradução         |
| ----------------- | ---------------- |
| hiwɨ-wã           | "casa grande"    |
| huni-wã           | "homemzão"       |
| hãtʃa-wã          | "que fala muito" |
| matsi-wã          | "friozão"        |
| ʃia-wã            | "muito ardido"   |

#### De numeral
No kaxinawá existem dois morfemas coletivizadores, na tabela abaixo é possível explorar seus usos.
| Morfema coletivizador | Usado em                         |
| --------------------- | -------------------------------- |
| -bu                   | Referentes unicamente humanos    |
| -ʃarabu               | Referentes humanos e não humanos |

Exemplos:
| Kaxinawá      | Português        |
| ------------- | ---------------- |
| huni-ʃarabu   | homens           |
| takara-ʃarabu | galinhas         |
| tʃara-ʃarabu  | flechas          |
| hanibu        | homens           |
| mapubu        | miolos (humanos) |

### Pronomes pessoais
Uma das séries de pronomes pessoais em kaxinawá é composta por quatro pessoas, duas que fazem referente ao falante, eu e nós e duas que fazem referência ao ouvinte, você e vocês. 
| Tradução | Pronome | Recebem as marcas flexionais | Recebem as marcas flexionais |
| -------- | --- | ---------------------------- | ---------------------------- |
|          | É base para a marcação de objeto direto e indireto, de objeto de algumas posposições, e para os pronomes independentes | Objeto direto e indireto     | Agente                       |
| eu       | ɨ | + -a "caso acusativo"        | + -ã "caso ergativo"         |
| você     | mi | + -a "caso acusativo"        | + -ã "caso ergativo"         |
| nós      | nuku | + -a "caso acusativo"        | + -ã "caso ergativo"         |
| vocês    | matu | + -a "caso acusativo"        | + -ã "caso ergativo"         |

1. ↑  O caso acusativo é o caso utilizado para marcar o objeto direto de um verbo transitivo.
2. ↑  O caso ergativo é o caso que identifica o sujeito de um verbo transitivo.

#### Série pronominal nominativa
Esta série ocorre nas funções de predicados transitivos e intransitivos e, no caso desses últimos, independentemente do fato de serem ativos ou inativos.
| Tradução | Pronome |
| -------- | ------- |
| eu       | ɨ       |
| você     | mĩ      |
| nós      | nũ      |
| vocês    | mã      |

### Pronomes possesivos
Na tabela a seguir é possível analisar os pronomes possessivos da língua.
| Tradução | Pronomes possesivos |
| -------- | ------------------- |
| meu      | ɨn                  |
| teu      | min                 |
| nosso    | nukun               |
| dele     | matun               |
| deles    | hawɨn               |
| vosso    | hatun               |

### Pronomes demonstrativos
Na tabela a seguir é possível analisar os pronomes demonstrativos da língua.
|                                       | Visível | Invisível |
| ------------------------------------- | ------- | --------- |
| Perto do falante                      | na      |           |
| Perto do ouvinte +/- perto do falante | há      |           |
| Longe do falante e do ouvinte         | uwa     |           |
| Muito longe do falante e do ouvinte   | tua     | tua       |
| Muito muito longe do falante          | tuturia | tuturia   |

"na mani pi wɨ" - "coma esta banana"

### Verbos
Em kaxinawá, é possivel observar que tanto nos casos verbais transitivos quanto nos casos verbais intransitivos esses verbos podem se conectar com o verbo causativo "-ma", que os diferencia de nomes e adjetivos.
"ɨ̃  nami pi ma ma i şu ki" - Eu não deixei comer carne
"ɨ̃ naʃi ma şu ki"- Eu banhei ele
"ɨ̃ hãʃta ma şu ki"- Eu fiz ele conversar

#### Verbos Transitivos
Os verbos transitivos em kaxinawá exige dois argumentos obrigatórios, o sujeito e o objeto, e se diferencia dos verbos intransitivos pois apenas eles ocorrem na voz reflexiva, no qual se combinam com o sufixo reflexivo"-kɨ".
| Oração com verbo transitivo | Tradução       |
| --------------------------- | -------------- |
| "ɨ̃ mi-a uĩ-mis ki"          | "Eu vejo você" |
| "ɨ̃ bi uĩ-mis ki"            | "Eu me vejo"   |

#### Verbos Intransitivos
Na língua é possível identificar verbos intransitivos pois esses exigem um argumento apenas, o sujeito. Consequentemente, não possuem objeto direto.
| Orações com verbos intransitivos   | Tradução                     |
| ---------------------------------- | ---------------------------- |
| "aĩbu rã baʃi ku şu ki hiwɨ tã nã" | "A mulher ficou em casa"     |
| "ɨ̃ ka ma ki ɨ̃ baʃi ku a i"         | "Eu não vou, vou ficar"      |
| "ɨ̃ kuʃi şu ki ui ki ratɨ i rã"     | "Eu corri com medo da chuva" |

#### Tempo
Similar ao abordado na seção sobre sobre nomes, os sufixos -şu, -ika, -ʃian, -ikima, -ni, -itiru ou a ausência destes abordam qual é o tempo verbal que se está fazendo referência na sentença.
| Morfema                    | Uso       |
| -------------------------- | --------- |
| {\displaystyle \emptyset } | Presente  |
| -şu -ika -ʃian -ikima -ni  | Pretérito |
| -itiru                     | Futuro    |

##### Presente
Para abordar o presente em kaxinawá não é utilizado nenhuma extrutura além do verbo, apenas este em sua forma independente com a adição do morfema " {\displaystyle \emptyset } " como representação teórica.
"ɨ̃ tʃara rã tʃiʃtɨ ki"
"a minha flecha é curta"

##### Pretérito
Para abordar um momento passado anterior ao momento de fala, é utilizado o sufixo "şu".
"şɨki ruru rã mɨsi-wa şu ki"
"fizeram a farinha de milho fina"

##### Futuro
Apesar da falta de fontes que abordem o tempo verbal futuro em kaxinawá, a ideia de futuro é recorrentemente expressa pelo estado de existência, abordado no aspecto nominal. Utiliza-se do morfema "itiru".
"taʃi-itiru"
"algo que será vermelho"

#### Aspecto

##### Imperfectivo
A ideia de imperfectividade é trabalhada na língua pelo uso do auxiliar "i".
"pi ti-{\displaystyle \emptyset } rã nuɨ i şu ki"
"A comida estava gostosa"

##### Perfectivo
Utiliza o sufixo "şu" para abordar uma ação terminada antes do momento de fala, e também pode ser utilizado o sufixo "ni" para abordar um passado remoto.
| Morfema | Uso            | Exemplo                                  | Tradução                                  |
| ------- | -------------- | ---------------------------------------- | ----------------------------------------- |
| "ni"    | Tempo remoto   | "tsu-ã tʃani ʃina mɨn? şaşu wa ni ra-ã?" | "Quem disse? Que fez o barco no passado?" |
| "şu"    | Ação terminada | "pi ti rã nuɨ i şu ki"                   | "A comida estava gostosa"                 |

##### Prospectivo
Utiliza o mesmo sufixo de tempo "-itiru" . Este indica uma ação futura, próxima ou não.
"ɨ-ã hiwɨ-ma-itiru"
"sem minha casa futura"

#### Modo

##### Imperativo
Na língua comandos diretos são marcados na oração pela partícula "-wɨ", que preferencialmente é exprimido como o último elemento da oração.
"ɨ-ã kuʃpi a ka wã ya ma wɨ" - "não me acue"

##### Indicativo
Na língua o modo indicativo, que expressa uma certeza, é expresso pelo morfema "-ki", normalmente posicionado como o último elemento da oração.
"ha naʃi ʃina ki" - "ele banhou ontem"

##### Subjuntivo
Na língua o modo subjuntivo, que expressa possibilidades, desejos ou ações que não se concluiram ainda pode ser expresso pelos morfemas "kiki" ou "kiaki"  a diferença entre o uso desse está demostrado na tabela abaixo.
| Uso de kiki                                    | Uso de kiaki                                       |
| ---------------------------------------------- | -------------------------------------------------- |
| Existe certeza da realizaçaõ da ação projetada | Não existe certeza da realização da ação projetada |
| "mɨʃu kiri naʃi şani kiki"                     | "mɨʃu kiri naʃi şani kiaki"                        |
| "amanhã ele vai banhar"                        | "amanhã dizem que ele vai banhar"                  |

### Verbos auxiliares
Na língua, existem verbos que marquem estado, posição e movimentos direcionais.
| Função                        | Verbo auxiliar | Significado      | Exemplo                                                   |
| ----------------------------- | -------------- | ---------------- | --------------------------------------------------------- |
| Expressam movimento e direção | "ka"           | "ir"             | "ha raya i ka i kiki" "Ele vai trabalhar"                 |
| Expressam movimento e direção | "hu"           | "vir" (singular) | "ha raya i hu i kiki" "Ele está vindo trabalhar"          |
| Expressam movimento e direção | "bɨ"           | "vir" (coletivo) | "ha-bu raya i bɨ ka ni kiki" "Eles estão vindo trabalhar" |
| Expressa caráter estativo     | "a"            | -                | "ha-wɨ̃ bai rã nãta a ki ma ki" "O roçado dele é distante" |
| Indica sujeito em pé          | "ni"           | "estar em pé"    | "habũ mani pi ka ni kiki" "Estão comendo banana em pé"    |

### Sentenças
No campo sintático a língua apresenta a ordem SOV (Sujeito, Objeto, Verbo) em relação aos constituintes da sentença.

## Vocabulário

### Numeração
A seguir será possível encontrar o funcionamento do sistema matemático de numeração da língua.
| Número em kaxinawá | Tradução para português |
| ------------------ | ----------------------- |
| şaka               | zero                    |
| bɨsti              | um                      |
| rabɨ               | dois                    |
| tsamĩ              | três                    |
| kɨtaş              | quatro                  |
| mɨtsã              | cinco                   |
| sĩti               | seis                    |
| kɨkũ               | sete                    |
| bunɨ               | oito                    |
| usũ                | nove                    |
| nati               | dez                     |
| itã bɨsti          | onze                    |
| itã rabɨ           | doze                    |
| itã tsamĩ          | treze                   |
| itã kɨtaş          | quatorze                |
| itã mɨtsã          | quinze                  |
| itã sĩti           | dezesseis               |
| itã kɨkũ           | dezessete               |
| itã bunɨ           | dezoito                 |
| itã usũ            | dezenove                |
| rabɨ-ti            | vinte                   |
| tsamĩ-ti           | trinta                  |
| kɨtaş-ti           | quarenta                |
| mɨtsã-ti           | cinquenta               |
| sĩti-ti            | sessenta                |
| kɨkũ-ti            | setenta                 |
| bunɨ-ti            | oitenta                 |
| usũ-ti             | noventa                 |
| buştɨ              | cem                     |
| rabɨ-ti-ti         | duzentos                |
| tsamĩ-ti-ti        | trezentos               |
| mɨtsã-ti-ti        | quinhentos              |
| piʃkɨ              | mil                     |

O sistema de contagem desenvolvido pelos kaxinawá considera "bɨsti" como um/unidade, "nati" como dezenas, "bustɨ ʃarabu" como centenas e "piʃkɨ ʃarabu" como milhares. Todo sistema conta com o uso do numeral unitário, como por exemplo tsamĩ (três) e a posterior de utilização de sufixos e prefixos para desenvolver o numeral desejado:
"tsamĩ-ti" - "trinta"
Usando o numeral tsamĩ, mais o sufixo "-ti", é possível desenvolver a idea de três dezenas.
"tsamĩ-ti tsamĩ " -  "trinta e três"
O numeral tsamĩ, junto com o sufixo "-ti" forma a ideia de três dezenas, ao se juntar com a repetição de tsamĩ, forma o numeral trinta e três.
Conclusão:
| Unidades                                                | Dezenas (11-19)            | Dezenas                   | Centenas                 | Milhares |
| ------------------------------------------------------- | -------------------------- | ------------------------- | ------------------------ | -------- |
| Números de 0 a 10 nomeados de acordo com a tabela acima | "itã" + numeral da unidade | Numeral da unidade + "ti" | Numeral da dezena + "ti" | "pʃki"   |
| "rabɨ"                                                  | "itã rabɨ"                 | "rabɨ ti"                 | "rabɨ ti ti"             | -        |

1. ↑  Não foram encontradas informações suficientes sobre a formação de numerais após o mil.

### Lista de Swadesh
A lista de Swadesh é um mecanismo de comparação entre diferentes línguas, contendo vocabulários básicos considerados comuns a todas línguas. A seguir será possível análisar uma lista desenvolvida entre o inglês, o português e o kaxinawá.
| Kaxinawá | Inglês   | Português |
| -------- | -------- | --------- |
| ni       | tree     | árvore    |
| kaya     | river    | rio       |
| Iãnewã   | lake     | lago      |
| ɨ        | me       | eu        |
| mĩ       | you      | você      |
| pɨna     | dawn     | amanhecer |
| tʃipu    | after    | depois    |
| aĩbu     | woman    | mulher    |
| şaşũ     | boat     | barco     |
| tʃaka    | trash    | lixo      |
| mɨnu     | burn     | queimar   |
| kiri     | tommorow | amanhã    |
| ʃumu     | pot      | pote      |
| ui       | rain     | chuva     |
| hiwɨ     | house    | casa      |
| wa       | do       | fazer     |
| turu     | round    | redondo   |
| kɨja     | tall     | alto      |
| kɨşka    | crooked  | torto     |
| bɨ       | happy    | alegre    |
| isĩ      | pain     | dor       |
| mani     | banana   | banana    |
| tʃiʃɨ    | short    | curto     |
| ʂãka     | light    | leve      |
| tari     | clothes  | roupa     |
| patsa    | wash     | lavar     |
| bɨru     | eye      | olho      |
| mɨkɨ̃     | hand     | mão       |
| taɨ      | foot     | pé        |
| aĩ       | wife     | esposa    |
| taʃi     | red      | vermelho  |
| mɨʃu     | black    | preto     |
| paʃĩ     | yellow   | amarelo   |
| huʂu     | white    | branco    |
| kuru     | grey     | cinza     |
| ãkũ      | purple   | roxo      |
| minã     | violet   | violeta   |
| ɨwa      | mom      | mãe       |
| ɨpa      | dad      | pai       |
| rau      | medicine | remédio   |

### Amostra de texto
Yudabu dasibi jabiaskadi akin, xinantidubuki. Javen taea jau jaibunamenunbunven.
Português
Todos os seres humanos nascem livres e iguais em dignidade e direitos. São dotados de razão e consciência e devem agir uns em relação aos outros com espírito de fraternidade. (Art.1º da Declaração Universal dos Direitos Humanos)